# Thálie (Grácie)
Thálie, Thalia také Thaleia (Θάλεια – Tháleia, „radostná“, „hojnost“, z θάλλειν – thállein, „vzkvétat“, „zelenat se“) je v řecké mytologii jedna ze tří Charitek, v rámci římské mytologie Grácií a to spolu se svými sestrami Aglaiou a Eufrosyné.
V umění jsou zobrazovány tančící v kruhu. Thálie je bohyní oslav a bohatých hostin a je spojována s bohyní Afrodíté jako součást jejího doprovodu.
Většinou se uvádí jako dcera boha Dia a ókeanovny Eurynomé. Může být také dcerou Dia a Eurydomé, Eurymedusy či Euanthe; Dionýsa a Kronois nebo také Hélia a najády Aiglé.

## V populární kultuře
- Charitka Thálie se objevuje v knize Diamantový věk od Neala Stephensona.
- Thalia Grace je polobohyně a dcera Dia v sérii Percy Jackson a Olympané.
  - Její bratr Jason Grace si ponechal její příjmení, ale je pojmenován po řeckém hrdinovi Iásónovi.